# The Very Best of Bonnie Tyler
A The Very Best of Bonnie Tyler Bonnie Tyler korai, 1970-es és 80-as években kiadott dalait tartalmazó válogatásalbum. 20 slágert tartalmaz 1976-tól 1981-ig, köztük azokat a felvételeket, amellyel Bonnie felkerült a slágerlistákra. Első világslágere, a Lost in France 6 hónapig szerepelt a németországi top 10-es listán, az It's a Heartache és a More Than a Lover szintén a toplisták előkelő helyére került. Ezen kívül tartalmazza még első filmbetétdalát (The World Is Full of Married Men) és Janis Joplin Piece of My Heart című dalának feldolgozását is.
A kiadvány a brit Metro újság kiadójának gondozásában jelent meg és tartalmaz egy Bonnie Tyler-életrajzot is. Minden dalhoz tartozik egy pár soros kommentár, melyet Michael Heatley, a Classic Rock Magazin szerkesztője állított össze.

## Dalok
- It's a Heartache
- Lost in France
- More Than a Lover
- (You Make Me Like a) Natural Woman
- The World Is Full of Married Man
- Sometimes When We Touch
- Goodbye to the Island
- Living for the City
- Come On, Give Me Some Lovin'
- Here Am I
- If I Sing You a Love Song
- Piece of My Heart
- Heaven
- If You Ever Need Me Again
- I Believe in Your Sweet Love
- Louisiana Rain
- Whiter Shade of Pale
- The Eyes of a Fool
- My Guns Are Loaded
- Bye Bye Now My Sweet Love